# Polypauropoides naous
Polypauropoides naous är en mångfotingart som beskrevs av Ulf Scheller 1997. Polypauropoides naous ingår i släktet Polypauropoides och familjen Polypauropodidae. Inga underarter finns listade i Catalogue of Life.